# Abbie de Quant
Abbie de Quant is een Nederlands dwarsfluitiste. Haar repertoire bestaat uit barokmuziek en hedendaagse westerse en Aziatische muziek. 
Zij trad op in de Grote en Kleine Zaal van het Concertgebouw in Amsterdam. Vanaf 1992 organiseerde zij in de Kleine Zaal een eigen serie. De componisten Caroline Ansink, Anke Brouwer, Ron Ford, Guus Janssen, Willem Jeths, Otto Ketting, Astrid Kruiselbrink, Ton de Leeuw, Theo Loevendie, Chiel Meijering, Joep Straesser, Klaas de Vries en Robert Zuidam zijn door haar geïnspireerd tot het schrijven van nieuwe composities. Tevens bedacht en organiseerde ze een aantal muziektheaterproducties die in het hele land zijn uitgevoerd. Ze was regelmatig op de radio te beluisteren en trad op in diverse televisieprogramma’s.
Abbie de Quant studeerde bij Jan Prins en Koos Verheul aan het Brabants Conservatorium en volgde masterclasses bij de Italiaanse fluitist en pedagoog Severino Gazzelloni. Zij behaalde het einddiploma solospel Summa Cum Laude, ontving de Prix d’Excellence en het ‘Diploma di Onore’ van de Academia Chigiana te Siena. Abbie de Quant won prijzen bij nationale en internationale concoursen, waaronder het Cum Laude Concours, het Belgisch-Nederlands Concours, het Gaudeamus Concours, het concours voor hedendaagse muziek van Royan en het ARD-concours van München.
Naast haar optredens in veel kamermuziekverbanden zoals met de pianisten Rudolf Jansen, Elizabeth van Malde en Bart Berman, de harpisten Edward Witsenburg en Masumi Nagasawa, tevens met het Amsterdams Harp Kwintet, het Trio à Cordes Français, het Jerusalem String Trio, trad Abbie de Quant op als soliste met vrijwel alle vooraanstaande Nederlandse orkesten waaronder het Koninklijk Concertgebouw Orkest en vele buitenlandse orkesten met o.m. dirigenten als Luciano Berio, Roberto Benzi, Ton Koopman, Sir Raymond Leppard, Sir Neville Marriner, Kenneth Montgomery, Jean François Paillard, Ed Spanjaard, Hans Vonk, Hans Zender en David Zinman.
Abbie de Quant was docente aan het Utrechts Conservatorium en aan het Conservatorium van Amsterdam. Zij gaf masterclasses in binnen- en buitenland en jureerde bij concoursen in Nederland en daarbuiten.
Er verschenen opnamen van haar werk bij onder andere EMI, CBS, Erasmus, Etcetera en Challenge Records. De laatst verschenen cd's zijn Hommage à Poulenc en Music in Motion, beide met pianiste Elizabeth van Malde.

## Discografie
- 2006 Hommage à Poulenc (FineLine)
- 2002 Serenade songs without words (Etcetera)
- 2000 Zondagmiddagconcerten in de Amstelkerk (Brigadoon Vocal)
- 1998 Kanzone: Romantische muziek voor fluit en piano (Etcetera)
- 1998 Huub Oosterhuis: Groter dan ons hart (Leerhuis en Liturgie)
- 1993 Gedichten van Lucebert op muziek van Caroline Ansink: Oh beminnelijk litteken (Erasmus)
- 1995 Philippe Gaubert: fluitsonates (Erasmus)
- 1993 Concerten voor fluit en hobo
- 1987 Transcriptions & variations for flute and harp (A-Selectie)
- 198? Sonate voor fluit en piano (Donemus)
- 1981 Fluitmuziek (Composers' Voice)
- 1976 Otto Ketting: Time machine (Composers' Voice)
- 1976 Opus 75: Nederlandse avant-gardemuziek uit het jaar 1975 (Radio Nederland)
- 1975 Werk voor fluit en harp (EMI)
- 1973 Opus 72: een anthologie van nieuwe Nederlandse muziek uit 1972 (Radio Nederland)
- 1972 Carl Philipp Emanuel Bach: Concert voor fluit, strijkers en klavecimbel in d (EMI)
- 1966 Ton de Leeuw: Night music voor fluit solo